# Grande-Bretagne aux Jeux olympiques d'hiver de 1968
Cet article contient des informations sur la participation et les résultats de la Grande-Bretagne aux Jeux olympiques d'hiver de 1968 à Grenoble en France.

## Ski alpin
Homme
| Athlète                 | Event        | Race 1        | Race 1 | Race 2        | Race 2 | Total         | Total |
| Athlète                 | Event        | Temp          | Rang   | Temp          | Rang   | Temp          | Rang  |
| ----------------------- | ------------ | ------------- | ------ | ------------- | ------ | ------------- | ----- |
| David Borradaile        | Descente     |               |        |               |        | 2 min 17 s 31 | 56    |
| Luke O'Reilly           | Descente     |               |        |               |        | 2 min 10 s 99 | 50    |
| Ian Todd                | Descente     |               |        |               |        | 2 min 10 s 00 | 44    |
| Jeremy Palmer-Tomkinson | Descente     |               |        |               |        | 2 min 05 s 43 | 25    |
| Ian Todd                | Slalom géant | 1 min 59 s 66 | 66     | 1 min 57 s 81 | 55     | 3 min 57 s 47 | 60    |
| Julian Vasey            | Slalom géant | 1 min 59 s 44 | 64     | 2 min 00 s 29 | 62     | 3 min 59 s 73 | 62    |
| Luke O'Reilly           | Slalom géant | 1 min 56 s 25 | 57     | 1 min 57 s 77 | 53     | 3 min 54 s 02 | 54    |
| Jeremy Palmer-Tomkinson | Slalom géant | 1 min 53 s 24 | 47     | 1 min 51 s 06 | 24     | 3 min 44 s 20 | 35    |

Homme slalom
| Athlète                 | Heat 1  | Heat 1 | Heat 2        | Heat 2 | Final           | Final           | Final           | Final           | Final           | Final           |
| Athlète                 | Temp    | Rang   | Temp          | Rang   | Temp 1          | Rang            | Temp 2          | Rang            | Total           | Rang            |
| ----------------------- | ------- | ------ | ------------- | ------ | --------------- | --------------- | --------------- | --------------- | --------------- | --------------- |
| Julian Vasey            | 56 s 02 | 4      | 1 min 00 s 24 | 2      | Did not advance | Did not advance | Did not advance | Did not advance | Did not advance | Did not advance |
| Luke O'Reilly           | 54 s 35 | 4      | 56 s 61       | 2      | Did not advance | Did not advance | Did not advance | Did not advance | Did not advance | Did not advance |
| Ian Todd                | 57 s 53 | 4      | 57:58         | 2      | Did not advance | Did not advance | Did not advance | Did not advance | Did not advance | Did not advance |
| Jeremy Palmer-Tomkinson | 54 s 35 | 3      | 56 s 14       | 1 QF   | 54 s 19         | 36              | 1 min 06 s 93   | 32              | 2 min 01 s 12   | 30              |

Femme
| Athlète         | Event        | Race 1  | Race 1 | Race 2  | Race 2 | Total         | Total |
| Athlète         | Event        | Temp    | Rang   | Temp    | Rang   | Temp          | Rang  |
| --------------- | ------------ | ------- | ------ | ------- | ------ | ------------- | ----- |
| Divina Galica   | Descente     |         |        |         |        | 1 min 49 s 39 | 32    |
| Helen Jamieson  | Descente     |         |        |         |        | 1 min 48 s 03 | 26    |
| Gina Hathorn    | Descente     |         |        |         |        | 1 min 44 s 36 | 15    |
| Felicity Field  | Descente     |         |        |         |        | 1 min 42 s 79 | 6     |
| Helen Jamieson  | Slalom géant |         |        |         |        | 2 min 02 s 99 | 30    |
| Gina Hathorn    | Slalom géant |         |        |         |        | 2 min 00 s 80 | 26    |
| Felicity Field  | Slalom géant |         |        |         |        | 2 min 00 s 55 | 24    |
| Divina Galica   | Slalom géant |         |        |         |        | 1 min 56 s 58 | 8     |
| Divina Galica   | Slalom       | DNF     | –      | –       | –      | DNF           | –     |
| Diana Tomkinson | Slalom       | 48 s 31 | 28     | 52 s 62 | 22     | 1 min 40 s 93 | 23    |
| Felicity Field  | Slalom       | 44 s 41 | 17     | 48 s 97 | 14     | 1 min 33 s 38 | 14    |
| Gina Hathorn    | Slalom       | 41 s 84 | 5      | 46 s 08 | 4      | 1 min 27 s 92 | 4     |

## Biathlon
Men
| Event | Athlète          | Temp              | Pénalité | Adjusted time 1   | Rang |
| ----- | ---------------- | ----------------- | -------- | ----------------- | ---- |
| 20 km | Marcus Halliday  | 1 h 23 min 40 s 5 | 19       | 1 h 42 min 40 s 5 | 59   |
| 20 km | Alan Notley      | 1 h 25 min 23 s 1 | 7        | 1 h 32 min 23 s 1 | 44   |
| 20 km | Frederick Andrew | 1 h 22 min 21 s 3 | 7        | 1 h 29 min 21 s 3 | 36   |
| 20 km | Roger Bean       | 1 h 19 min 07 s 5 | 5        | 1 h 24 min 07 s 5 | 16   |

1One minute added per close miss (a hit in the outer ring), two minutes added per complete miss.
Hommes 4 x 7.5 km relais
| Athlètes                                                   | Race     | Race              | Race |
| Athlètes                                                   | Misses 2 | Temp              | Rang |
| ---------------------------------------------------------- | -------- | ----------------- | ---- |
| Marcus Halliday Alan Notley Peter Tancock Frederick Andrew | 9        | 2 h 34 min 40 s 9 | 12   |

2A penalty loop of 200 metres had to be skied per missed target.

## Bobsleigh
| Sled  | Athlètes                  | Event      | Run 1         | Run 1 | Run 2         | Run 2 | Run 3         | Run 3 | Run 4         | Run 4 | Total         | Total |
| Sled  | Athlètes                  | Event      | Temp          | Rang  | Temp          | Rang  | Temp          | Rang  | Temp          | Rang  | Temp          | Rang  |
| ----- | ------------------------- | ---------- | ------------- | ----- | ------------- | ----- | ------------- | ----- | ------------- | ----- | ------------- | ----- |
| GBR-1 | Tony Nash Robin Dixon     | Bob à deux | 1 min 10 s 57 | 3     | 1 min 11 s 60 | 5     | 1 min 11 s 77 | 8     | 1 min 11 s 22 | 3     | 4 min 45 s 16 | 5     |
| GBR-2 | John Blockey Mike Freeman | Bob à deux | 1 min 12 s 06 | 13    | 1 min 12 s 25 | 11    | 1 min 13 s 79 | 19    | 1 min 13 s 17 | 16    | 4 min 51 s 27 | 15    |

| Sled  | Athlètes                                           | Event        | Run 1         | Run 1 | Run 2         | Run 2 | Total         | Total |
| Sled  | Athlètes                                           | Event        | Temp          | Rang  | Temp          | Rang  | Temp          | Rang  |
| ----- | -------------------------------------------------- | ------------ | ------------- | ----- | ------------- | ----- | ------------- | ----- |
| GBR-1 | Tony Nash Guy Renwick Robin Widdows Robin Dixon    | Bob à quatre | 1 min 10 s 45 | 4     | 1 min 08 s 39 | 9     | 2 min 18 s 84 | 8     |
| GBR-2 | John Blockey John Brown Timothy Thorn Mike Freeman | Bob à quatre | 1 min 11 s 52 | 15    | 1 min 08 s 67 | 12    | 2 min 20 s 19 | 14    |

## Ski de fond
Homme
| Event | Athlète       | Race          | Race |
| Event | Athlète       | Temp          | Rang |
| ----- | ------------- | ------------- | ---- |
| 15 km | Peter Tancock | 57 min 31 s 1 | 59   |
| 15 km | Victor Dakin  | 56 min 49 s 9 | 58   |

## Patinage artistique
Homme
| Athlète          | CF | FS | Points | Places | Rang |
| ---------------- | -- | -- | ------ | ------ | ---- |
| Haig Oundjian    | 19 | 13 | 1639.5 | 154    | 17   |
| Michael Williams | 15 | 15 | 1650.9 | 147    | 15   |

Femme
| Athlète               | CF | FS | Points | Places | Rang |
| --------------------- | -- | -- | ------ | ------ | ---- |
| Frances Waghorn       | 22 | 28 | 1557.2 | 211    | 24   |
| Patricia Dodd         | 9  | 27 | 1634.6 | 140    | 15   |
| Sally-Anne Stapleford | 7  | 17 | 1680.9 | 105    | 11   |

Couple
| Athlètes                       | SP | FS | Points | Places | Rang |
| ------------------------------ | -- | -- | ------ | ------ | ---- |
| Linda Bernard Raymond Wilson   | 18 | 18 | 251.2  | 160    | 18   |
| Linda Connolly Colin Taylforth | 13 | 14 | 274.1  | 120    | 14   |

## Luge
Homme
| Athlète            | Run 1         | Run 1 | Run 2         | Run 2 | Run 3         | Run 3 | Total         | Total |
| Athlète            | Temp          | Rang  | Temp          | Rang  | Temp          | Rang  | Temp          | Rang  |
| ------------------ | ------------- | ----- | ------------- | ----- | ------------- | ----- | ------------- | ----- |
| James Manclark     | 1 min 02 s 99 | 41    | 1 min 03 s 12 | 41    | 1 min 01 s 83 | 40    | 3 min 07 s 94 | 40    |
| Richard Liversedge | 1 min 02 s 83 | 40    | 1 min 02 s 81 | 39    | 1 min 01 s 40 | 36    | 3 min 07 s 04 | 39    |

## Patinage de vitesse
Homme
| Event  | Athlète         | Race         | Race |
| Event  | Athlète         | Temp         | Rang |
| ------ | --------------- | ------------ | ---- |
| 500 m  | David Bodington | DNF          | –    |
| 500 m  | Geoff Stockdale | 42 s 1       | 26   |
| 500 m  | John Tipper     | 41 s 5       | 19   |
| 1500 m | David Bodington | 2 min 19 s 1 | 53   |
| 1500 m | Geoff Stockdale | 2 min 15 s 6 | 43   |
| 1500 m | John Tipper     | 2 min 12 s 4 | 28   |
| 5000 m | John Blewitt    | 7 min 59 s 8 | 27   |

Femme
| Event  | Athlète                | Race         | Race |
| Event  | Athlète                | Temp         | Rang |
| ------ | ---------------------- | ------------ | ---- |
| 500 m  | Patricia Tipper        | 1 min 46 s 5 | 29   |
| 1000 m | Patricia Demartini     | 1 min 44 s 6 | 28   |
| 1000 m | Marie-Louise Perrenoud | 1 min 39 s 3 | 24   |
| 1000 m | Martine Ivangine       | 1 min 37 s 4 | 17   |
| 3000 m | Patricia Tipper        | 5 min 49 s 0 | 26   |